# Championnat DTM 2023
Navigation
2022 2024
Le championnat Deutsche Tourenwagen Masters 2023 était la trente-septième saison du premier championnat  de course automobile allemand et également la vingt-quatrième saison sous le nom de Deutsche Tourenwagen Masters depuis la reprise du championnat en 2000. C'était la troisième saison du DTM à se dérouler sous la réglementation GT3, et la première saison avec l'ADAC comme promoteur après la cessation des activités d'ITR à la fin de l'année précédente.

## Calendrier de la saison 2023
Le 10 décembre 2022, l'ADAC avait dévoilé le calendrier de la saison 2023 du DTM. Le circuit de Spa-Francorchamps, après avoir effectué un retour lors de la saison 2022, disparait de nouveau ainsi que les manches s'étant déroulées sur les circuits de Portimão et d'Imola. Par contre, il est a noté l'arrivée de manches sur le Motorsport Arena Oschersleben, Circuit de Zandvoort et le Sachsenring.
| Manche | Circuit                       | Localité                           | Course 1     | Course 2     |
| ------ | ----------------------------- | ---------------------------------- | ------------ | ------------ |
| 1      | Motorsport Arena Oschersleben | Oschersleben, Saxe-Anhalt          | 27 mai       | 28 Mai       |
| 2      | Circuit de Zandvoort          | Zandvoort, Hollande-Septentrionale | 24 Juin      | 25 Juin      |
| 3      | Norisring                     | Nuremberg, Bavière                 | 8 Juillet    | 9 Juillet    |
| 4      | Nürburgring                   | Nürburg, Rhénanie-Palatinat        | 5 Août       | 6 Août       |
| 5      | EuroSpeedway Lausitz          | Klettwitz, Brandebourg             | 27 Août      | 28 Août      |
| 6      | Sachsenring                   | Hohenstein-Ernstthal, Saxe         | 9 Septembre  | 10 Septembre |
| 7      | Red Bull Ring                 | Spielberg, Styrie                  | 23 Septembre | 24 Septembre |
| 8      | Hockenheimring                | Hockenheim, Baden-Württemberg      | 21 Octobre   | 22 Octobre   |

## Écuries et pilotes
Toutes les voitures sont équipées de pneumatiques Pirelli.
| N° | Pays                     | Écurie                        | Voiture                       | Moteur                                  | Pilote 1                        | Pilote 2                   |
| -- | ------------------------ | ----------------------------- | ----------------------------- | --------------------------------------- | ------------------------------- | -------------------------- |
| 1  |                          | Schubert Motorsport (en)      | BMW M4 GT3                    | BMW S58B30T0 3,0 L i6 M TwinPower Turbo | Sheldon van der Linde (Toutes)  |                            |
| 3  |                          | Abt Sportsline                | Audi R8 LMS Evo II            | Audi DAR 5,2 L V10 Atmo                 | Kelvin van der Linde (Toutes)   |                            |
| 4  |                          | Mercedes-AMG Team HRT         | Mercedes-AMG GT3 Evo          | Mercedes-Benz M159 6,2 l V8 Atmo        | Luca Stolz (en) (Toutes)        |                            |
| 6  |                          | SSR Performance               | Lamborghini Huracán GT3 Evo 2 | Lamborghini DGF 5,2 L V10 Atmo          | Alessio Deledda (Toutes)        |                            |
| 7  |                          | Abt Sportsline                | Audi R8 LMS Evo II            | Audi DAR 5,2 L V10 Atmo                 | Ricardo Feller (en) (Toutes)    |                            |
| 8  |                          | Liqui Moly Team Engstler (en) | Audi R8 LMS Evo II            | Audi DAR 5,2 L V10 Atmo                 | Luca Engstler (en) (Toutes)     |                            |
| 9  |                          | Toksport WRT (en)             | Porsche 911 GT3 R             | Porsche M97/80 4,2 L Flat Six Atmo      | Tim Heinemann (en) (Toutes)     |                            |
| 11 |                          | Project 1                     | BMW M4 GT3                    | BMW S58B30T0 3,0 L i6 M TwinPower Turbo | Marco Wittmann (Toutes)         |                            |
| 14 |                          | Emil Frey Racing              | Ferrari 296 GT3               | Ferrari F163 3,0 L V6 Twin Turbo        | Jack Aitken (1, 3–8)            | Albert Costa (2)           |
| 19 |                          | GRT Grasser Racing Team       | Lamborghini Huracán GT3 Evo 2 | Lamborghini DGF 5,2 L V10 Atmo          | Mick Wishofer (en) (1-3)        | Maximilian Paul (en) (4-5) |
| 19 | Andrea Caldarelli (7)    | GRT Grasser Racing Team       | Lamborghini Huracán GT3 Evo 2 | Lamborghini DGF 5,2 L V10 Atmo          | Christian Engelhart (en) (8)    |                            |
| 22 |                          | Mercedes-AMG Team Winward     | Mercedes-AMG GT3 Evo          | Mercedes-Benz M159 6,2 l V8 Atmo        | Lucas Auer (Toutes)             |                            |
| 24 |                          | KÜS Team Bernhard             | Porsche 911 GT3 R             | Porsche M97/80 4,2 L Flat Six Atmo      | Ayhancan Güven (Toutes)         |                            |
| 27 |                          | Mercedes-AMG Team Winward     | Mercedes-AMG GT3 Evo          | Mercedes-Benz M159 6,2 l V8 Atmo        | David Schumacher (Toutes)       |                            |
| 33 |                          | Schubert Motorsport (en)      | BMW M4 GT3                    | BMW S58B30T0 3,0 L i6 M TwinPower Turbo | René Rast (1, 3–8)              | Dries Vanthoor (2)         |
| 36 |                          | Mercedes-AMG Team HRT         | Mercedes-AMG GT3 Evo          | Mercedes-Benz M159 6,2 l V8 Atmo        | Arjun Maini (Toutes)            |                            |
| 40 |                          | Tresor Attempto Racing        | Audi R8 LMS Evo II            | Audi DAR 5,2 L V10 Atmo                 | Mattia Drudi (en) (Toutes)      |                            |
| 48 |                          | Mercedes-AMG Team Mann-Filter | Mercedes-AMG GT3 Evo          | Mercedes-Benz M159 6,2 l V8 Atmo        | Maro Engel (Toutes)             |                            |
| 56 |                          | Project 1                     | BMW M4 GT3                    | BMW S58B30T0 3,0 L i6 M TwinPower Turbo | Sandro Holzem (en) (4-8)        |                            |
| 63 |                          | GRT Grasser Racing Team       | Lamborghini Huracán GT3 Evo 2 | Lamborghini DGF 5,2 L V10 Atmo          | Clemens Schmid (en) (Toutes)    |                            |
| 69 |                          | Emil Frey Racing              | Ferrari 296 GT3               | Ferrari F163 3,0 L V6 Twin Turbo        | Thierry Vermeulen (en) (Toutes) |                            |
| 75 |                          | KÜS Team Bernhard             | Mercedes-AMG GT3 Evo          | Mercedes-Benz M159 6,2 l V8 Atmo        | Laurin Heinrich (en) (Toutes)   |                            |
| 83 |                          | Tresor Attempto Racing        | Audi R8 LMS Evo II            | Audi DAR 5,2 L V10 Atmo                 | Patric Niederhauser (Toutes)    |                            |
| 84 |                          | Mercedes-AMG Team BWT         | Mercedes-AMG GT3 Evo          | Mercedes-Benz M159 6,2 l V8 Atmo        | Jusuf Owega (en) (Toutes)       |                            |
| 90 |                          | Manthey EMA                   | Porsche 911 GT3 R             | Porsche M97/80 4,2 L Flat Six Atmo      | Dennis Olsen (Toutes)           |                            |
| 91 | Thomas Preining (Toutes) | Manthey EMA                   | Porsche 911 GT3 R             | Porsche M97/80 4,2 L Flat Six Atmo      |                                 |                            |
| 92 |                          | SSR Performance               | Lamborghini Huracán GT3 Evo 2 | Lamborghini DGF 5,2 L V10 Atmo          | Mirko Bortolotti (Toutes)       |                            |
| 94 | Franck Perera (Toutes)   | SSR Performance               | Lamborghini Huracán GT3 Evo 2 | Lamborghini DGF 5,2 L V10 Atmo          |                                 |                            |
| 99 |                          | Toksport WRT (en)             | Porsche 911 GT3 R             | Porsche M97/80 4,2 L Flat Six Atmo      | Christian Engelhart (en) (1-4)  | Marvin Dienst (en) (5-8)   |

## Résultats et Classement

### Résumé de la saison
| Manche | Manche | Circuit                                  | Pole position         | Tour le plus rapide   | Pilote victorieux        | Écurie victorieuse         | Constructeur victorieux |
| ------ | ------ | ---------------------------------------- | --------------------- | --------------------- | ------------------------ | -------------------------- | ----------------------- |
| 1      | R1     | Motorsport Arena Oschersleben            | Franck Perera         | Ayhancan Güven        | Franck Perera            | SSR Performance            | Lamborghini             |
| 1      | R2     | Motorsport Arena Oschersleben            | Thomas Preining       | Thomas Preining       | Christian Engelhart (en) | Toksport WRT               | Porsche                 |
| 2      | R1     | Circuit de Zandvoort                     | Maro Engel            | Maro Engel            | Maro Engel               | Mercedes-AMG Team Landgraf | Mercedes-AMG            |
| 2      | R2     | Circuit de Zandvoort                     | Ricardo Feller (en)   | Ricardo Feller (en)   | Ricardo Feller (en)      | Abt Sportsline             | Audi                    |
| 3      | R1     | Norisring                                | Sheldon van der Linde | Laurin Heinrich (en)  | Sheldon van der Linde    | Schubert Motorsport (en)   | BMW                     |
| 3      | R2     | Norisring                                | René Rast             | Kelvin van der Linde  | Thomas Preining          | Manthey EMA                | Porsche                 |
| 4      | R1     | Nürburgring (Circuit de sprint)          | Mirko Bortolotti      | Lucas Auer            | Mirko Bortolotti         | SSR Performance            | Lamborghini             |
| 4      | R2     | Nürburgring (Circuit de sprint)          | Ricardo Feller (en)   | Marco Wittmann        | Maximilian Paul (en)     | GRT Grasser Racing Team    | Lamborghini             |
| 5      | R1     | EuroSpeedway Lausitz (Circuit de sprint) | Jack Aitken           | Jack Aitken           | Jack Aitken              | Emil Frey Racing           | Ferrari                 |
| 5      | R2     | EuroSpeedway Lausitz (Circuit de sprint) | Mirko Bortolotti      | Luca Stolz (en)       | Mirko Bortolotti         | SSR Performance            | Lamborghini             |
| 6      | R1     | Sachsenring                              | Luca Stolz (en)       | Ayhancan Güven        | Luca Stolz (en)          | Mercedes-AMG Team HRT      | Mercedes-AMG            |
| 6      | R2     | Sachsenring                              | Mirko Bortolotti      | Ricardo Feller (en)   | Mirko Bortolotti         | SSR Performance            | Lamborghini             |
| 7      | R1     | Red Bull Ring                            | Laurin Heinrich (en)  | René Rast             | Kelvin van der Linde     | Abt Sportsline             | Audi                    |
| 7      | R2     | Red Bull Ring                            | René Rast             | Sheldon van der Linde | René Rast                | Schubert Motorsport (en)   | BMW                     |
| 8      | R1     | Hockenheimring                           | Thomas Preining       | Thomas Preining       | Thomas Preining          | Manthey EMA                | Porsche                 |
| 8      | R2     | Hockenheimring                           | Thomas Preining       | Sheldon van der Linde | Thomas Preining          | Manthey EMA                | Porsche                 |

### Système de points
Les points de la course sont attribués aux 10 premiers pilotes classés. 1 point est attribué pour le meilleur tour en course, même si le pilote termine hors du top 10. 3, 2 et 1 points sont attribués aux trois premiers classés des qualifications.
Ce système d'attribution des points est utilisé pour chaque course du championnat.
| Courses | 1er | 2e | 3e | 4e | 5e | 6e | 7e | 8e | 9e | 10e | MT |
| Points  | 25  | 18 | 15 | 12 | 10 | 8  | 6  | 4  | 2  | 1   | 1  |

| Qualifications | 1er | 2e | 3e |
| Points         | 3   | 2  | 1  |

### Classement des écuries
| Pos. | Écurie                        | Points |
| ---- | ----------------------------- | ------ |
| 1    | Manthey EMA                   | 357    |
| 2    | SSR Performance               | 291    |
| 3    | Abt Sportsline                | 286    |
| 4    | Schubert Motorsport (en)      | 282    |
| 5    | Mercedes-AMG Team HRT         | 158    |
| 6    | KÜS Team Bernhard             | 157    |
| 7    | Emil Frey Racing              | 139    |
| 8    | Mercedes-AMG Team Landgraf    | 131    |
| 9    | Mercedes-AMG Team Winward     | 126    |
| 10   | Toksport WRT                  | 95     |
| 11   | Project 1                     | 90     |
| 12   | GRT Grasser Racing Team       | 74     |
| 13   | Tresor Attempto Racing        | 36     |
| 14   | Liqui Moly Team Engstler (en) | 18     |

### Classement des constructeurs
Seuls les points marqués par les trois premiers pilotes d'un constructeur en qualifications et en courses comptent pour le championnat des constructeurs.
| Pos. | Constructeur | Points |
| ---- | ------------ | ------ |
| 1    | Porsche      | 464    |
| 2    | Lamborghini  | 396    |
| 3    | Mercedes-AMG | 364    |
| 4    | BMW          | 356    |
| 5    | Audi         | 336    |
| 6    | Ferrari      | 199    |